# ザ・森東
株式会社ザ・森東（ザ・もりひがし）は、日本の芸能事務所である。

## 概要
松竹芸能より独立し、フリーで活動拠点を関西から東京に移したお笑い芸人、さらば青春の光の森田哲矢と東ブクロ（本名及び当時の活動名：東口宜隆）が2013年10月に設立。トークライヴでどちらを社長にするか決めることとなり、社長を森田が、副社長を東口が務めることとなった。マネージャーとして元芸人であるヤマネヒロマサが在籍している。
当初は個人事務所として森田の自宅を登記していたが、現在は事務所として借りた場所を登記している（所在地を参照）。
社名は2人の名字から1文字ずつ取り、森田の父が名付けた。他の名前の候補に「三角おにぎり」（東ブクロの弟が考案）、「エピティキア」（ギリシャ語で「成功」の意味）があった。
株式会社ザ・森東の持ち株比率は森田34％、東ブクロ33％、山根33％。

## 略歴
2013年5月に放送開始となり、コンビ名を冠したバラエティ番組『さらば青春の光ふぁいなる』（TOKYO MX）の企画として同年10月に設立された。設立にあたっては日本政策金融公庫から融資を受けた他、2017年に全国ツアーをするための費用の融資も通ったことから、森田曰くさらば青春の光は「国に認められた」初の芸人である。
設立から2年後、昔からの知人であるヤマネヒロマサをマネージャーとして誘い、現在の体制になる。ヤマネは経理やマネージャー業務など会社のほとんどの業務を任されており、森田は話し合いなどで関与している。東ブクロは形だけの副社長となっており、あまり関与していないという。
現在は3人で会社を切り盛りする。会社化した性質上タレントとしての給与ではなく役員報酬扱いとなるため、給料は自分たちで決め、それ以上の額は入らないという固定給のシステムを取り入れている。森田や東ブクロがピンの仕事であってもそのギャラを3等分するが、会社にも運営資金を残す必要があるため、実質的には4等分である。
2017年5月からはさらば青春の光自らウェブCMを制作する「森東広告堂」も始める。
創設当初、500万円だった年商は2019年に4400万円に到達（そのうち2500万円以上が営業のギャラであり、1人当たりの月収は102万円である。）、2022年に3億6000万円を、2023年には4億8000万円を記録した。
2020年2月、森田の著書『メンタル童貞ロックンロール』のドラマ化の企画を始める。

## 所在地
- 事務所所在地：〒141-0031 東京都品川区西五反田1-4-8 秀和五反田駅前レジデンス1409号室

## 役員及び従業員
- さらば青春の光 （所属タレント）
  - 森田哲矢 - 代表取締役社長
  - 東ブクロ - 副社長
- ヤマネヒロマサ（マネージャー） - 元松竹芸能所属のコンビ「荒波部屋」で元ロックバンド「MARSAS SOUND MACHINE」ギタリスト
- 会長（猫） - 2017年12月24日、入社した雄のマンチカン。「会長」と名付けられた猫でその圧倒的なかわいらしさからファンが多く、プロモーション素材に登場することもある。Instagramのフォロワーは30,000人を超える。森田が知り合いのメイクさんから譲り受けた[4]。夜間はマネージャーか森田が自宅に連れて帰り、日中は事務所へ一緒に出勤している。専務（猫）と一緒に、写真集『さらば青春の光の会長はねこである|さらば青春の光』を出している。
- 専務（猫） - 雌の雑種の保護猫[12]。名前は夫人、顧問などの候補の中から専務が選ばれた。東ブクロに懐いている。

## 関連人物
- 大狸ぽんぽこ - サンミュージック所属のお笑い芸人。ヤマネヒロマサの元同居人でさらばBARの店長。
- ひょうろく - フリーのお笑い芸人。突然ザ・森東の事務所に凸した。その当時事務所に居たのはヤマネで、ひょうろくは「さらば青春の光のお二人にネタを見て欲しい」と説明をした。後日ヤマネがさらばに会わせる機会を作り、今では二人（特に森田）に気に入られている。ザ・森東所属ではないものの、ヤマネが有償でスケジュール管理を請け負っている（当初は無償で請け負っていたものの、2024年10月26日公開のYouTubeにて有償に移行したと発覚）。